# Формоза до Рио Прето
Формоза до Рио Прето (на португалски: Formosa do Rio Preto) е град и община в Централо-източна Бразилия, щат Баия, мезорегион Крайно западна Баия, микрорегион Барейрас. Според Бразилския институт по география и статистика през 2010 г. общината има 22 534 жители.